# سیارک ۵۹۳۹
سیارک ۵۹۳۹ (به انگلیسی: 5939 Toshimayeda، نامگذاری:1981EU8) پنج هزار و نهصد و سی و نهمین سیارک کشف شده‌است که در ۱ مارس ۱۹۸۱ کشف شد.
قدر مطلق سیارک برابر ۳۰.۹ است.